# Watsonarctia casta
Watsonarctia casta är en fjärilsart som beskrevs av Eugen Johann Christoph Esper 1785. Watsonarctia casta ingår i släktet Watsonarctia och familjen björnspinnare. Inga underarter finns listade i Catalogue of Life.